# Brigada Mixta

Bandera empleada por la 106.ª Brigada Mixta del Ejército Popular.

La Brigada Mixta, por antonomasia, fue la gran unidad militar básica del nuevo Ejército Popular de la República durante la guerra civil española (1936-1939). Las brigadas mixtas se caracterizan por combinar unidades menores de distintas armas, en contraste con las brigadas de infantería, de caballería o de artillería que, antes de la Segunda Guerra Mundial, estaban compuestas normalmente por unidades de una sola arma. Las reorganizaciones de los ejércitos occidentales durante la década de 1960 –tras el abandono de los experimentos pentómicos– introdujo las brigadas mixtas como grandes unidades básicas en la mayoría de ellos, y hoy en día la gran mayoría de las brigadas son de hecho brigadas mixtas, aunque no se denominen así.
Antes de 1936 el Ejército español contaba con brigadas mixtas de montaña, como la de Asturias, pero tras el estallido de la guerra civil, el gobierno republicano decidió reorganizar todas sus fuerzas –regulares y de milicias– usando el modelo de la brigada mixta. En su estructura inicial de octubre de 1936 la Brigada Mixta del Ejército Popular Republicano estaba formada por un cuartel general, cuatro batallones de infantería, un escuadrón de caballería, un grupo de artillería de campaña, un grupo mixto de ingenieros y trasmisiones, y unidades de servicios. Las Brigadas Mixtas desaparecieron con la disolución del Ejército Popular al final de la guerra civil.

## Historia
La Brigada Mixta fue creada en octubre de 1936 con el objetivo de reemplazar a las antiguas "columnas" y milicias que habían sustituido al Ejército regular republicano tras el golpe militar de julio. Parece ser que no se conserva ningún decreto u orden oficial que estableciera la creación de las brigadas, si es que lo hubo, con lo que distintos autores describen distintas composiciones iniciales de las brigadas. Todos parecen ponerse de acuerdo en que las brigadas en un principio incorporaban cuatro batallones de infantería y unidades de artillería de campaña, reconocimiento, ingenieros y transmisiones, y otras unidades y elementos de apoyo y servicios. Con el tiempo, y según se creaban más brigadas, las carencias de materiales y de personal especializado hicieron que el componente de artillería y de reconocimiento se fuera reduciendo o desapareciera. Posteriormente las brigadas fueron agrupadas en divisiones que encuadraban de dos a cuatro Brigadas Mixtas, aunque la asignación de brigadas a divisiones no era permanente, sino condicionada a las necesidades operativas.
Las seis primeras Brigadas Mixtas fueron creadas el 18 de octubre, aunque su organización tardaría un tiempo en completarse. La 1.ª estuvo liderada por Enrique Líster, la 2.ª por Jesús Martínez de Aragón, la 3.ª por José María Galán, la 4.ª por Eutiquiano Arellano, la 5.ª por Fernando Sabio y la 6.ª por Miguel Gallo Martínez. De los seis primeros mandos de las Brigadas Mixtas, tres de ellos tuvieran el carné del PCE (Lister, Arellano y Gallo). Muchos de estos mandos comunistas procedían del Quinto Regimiento, que se había destacado en los combates alrededor de la capital durante los primeros meses de la guerra.
Coincidiendo con el final del asalto franquista a Madrid, para el mes de diciembre ya se hallaban en servicio quince brigadas (1.ª, 4.ª, 5.ª, 6.ª, XI Internacional, XII Internacional, 35.ª, 37.ª, 39.ª, 40.ª, 41.ª, 43.ª, 44.ª, 50.ª y una no numerada). Para la primavera de 1937 ya había activas 40 brigadas activas, y otras 15 se hallaban en formación. El proceso se aceleraría durante los siguientes meses, con la creación varias decenas más de nuevas brigadas. Todas estas brigadas fueron rápidamente estructuradas en divisiones, que empezaron a crearse a partir de enero de 1937. Las Brigadas Internacionales, aunque tuvieron una organización propia, se mantuvieron en la estructura del Ejército Popular y llegaron existir bajo esta denominación las brigadas XI, XII, XIII, XIV, XIV Bis, XV y CL. En el caso de las brigadas 86.ª y 129.ª, aunque estas fueron creadas originalmente como unidades regulares del Ejército Popular, durante un tiempo también fungieron como unidades internacionales.
En octubre de 1938 las Brigadas Mixtas recibieron la orden de redactar un historial operativo de cada unidad que abarcara desde su creación hasta la fecha. Sin embargo, debido a la difícil situación que hubo en la zona republicana durante los últimos meses de la contienda, en muchos casos estos historiales no sobrevivieron.
Por lo general las Brigadas Mixtas fueron unidades del Ejército, aunque la 151.ª fue una unidad compuesta por Infantes de marina bajo el mando del Comandante Pedro Muñoz Caro. El fotógrafo Robert Capa retrató a la Brigada en el Frente del Segre. La última Brigada Mixta que se creó fue la 246.ª, en diciembre de 1938, aunque esta nunca llegó a entrar en combate y su creación fue más teórica que real.

## Organización

Organigrama teórico de las Brigadas Mixtas en octubre de 1936, según Engel. En la práctica, el gran número de brigadas que se crearon no permitió implementar esta organización, con una sola batería de 75mm y un solo pelotón montado a caballo siendo la equipación más frecuente de los componentes artillero y de reconocimiento de las brigadas.

Ésta fue la organización inicial de las brigadas, según Engel:
- Cuatro batallones de infantería formados por cinco compañías (cuatro de fusiles y una de ametralladoras) y un pelotón de morteros.
- Un escuadrón motorizado de caballería
- Cuatro baterías de cañones de 75mm y uno pesado de 105mm
- Una compañía de zapadores
- Una columna de municionamiento
- Unidades de transmisiones, intendencia y sanidad.

## Debate sobre su creación
Sobre cómo se llegó a la adopción del modelo existen varias versiones en función de los testigos del momento (Segismundo Casado, Vicente Rojo, los soviéticos Koltsov y Voronov...), pero sus interpretaciones son intencionadas e iban en función de sus intereses. En todo caso, las brigadas mixtas –de montaña– ya habían existido en el Ejército español y había habido propuestas para formar brigadas mixtas adicionales incluso antes del comienzo de la guerra.